# 梶上初一
梶上 初一（かじうえ はついち　1906年 - 1939年6月8日）は、日本の元アマチュア野球選手。広島県出身。

## 来歴・人物
広島商業（現・広島県立広島商業高等学校）在学中は、1922年夏と1924年夏の2度、甲子園に出場。1924年夏の大会ではトップバッターとして、同校の初優勝に貢献。梶上自身も、準々決勝（第一神港商戦）と準決勝（大連商戦）でホームランを放ち、大会史上初となる2試合連続本塁打を記録した。
広島商業卒業後の1925年に、慶應義塾大学に進学。大学時代も主将として活躍し、1931年春季リーグの慶大優勝に貢献した。尚、梶上の後任の慶大野球部主将が、後年日本高等学校野球連盟会長となった牧野直隆である。慶大卒業後は、1932年よりクラブチームの強豪・東京倶楽部に所属。都市対抗野球大会の2度の優勝（1933年、1935年）にも貢献した。
その後応召され、日中戦争に従軍。1939年6月8日に呂南作戦に参戦し、戦死した。享年33。東京ドーム内の野球殿堂博物館にある戦没野球人モニュメントに、彼の名が刻まれている。